# Dmitri Kruglov
Dmitri Kruglov (ur. 24 maja 1984 w Tapie) – piłkarz estoński grający na pozycji lewego obrońcy lub pomocnika.

## Kariera klubowa
Karierę piłkarską Kruglov rozpoczął w klubie HÜJK Emmaste. W 2001 roku zadebiutował w drugiej lidze estońskiej. W 2002 roku odszedł do Tallinna JK, gdzie spędził kolejny sezon. W 2003 roku został piłkarzem Levadii Tallinn. W 2004 roku wraz z Levadią został mistrzem Estonii oraz zdobył Puchar Estonii. W 2005 roku ponownie sięgnął po krajowy puchar, a także wywalczył wicemistrzostwo kraju.
Na początku 2005 roku Kruglov odszedł do Lokomotiwu Moskwa. W Priemjer-Lidze zadebiutował 3 lipca 2005 w wygranym 4:0 domowym spotkaniu z Terekiem Grozny. W 2005 roku zdobył Superpuchar Rosji, a w 2006 roku został wypożyczony do Kubania Krasnodar z Pierwszej Dywizji, jednak nie rozegrał w nim żadnego meczu. Z kolei w 2007 roku przebywał na wypożyczeniu w Torpedzie Moskwa.
W 2008 roku Kruglov najpierw został wypożyczony, a następnie sprzedany do azerskiego Neftçi PFK, w którym występował w podstawowym składzie. W sezonie 2010/2011 był zawodnikiem Interu Baku.
W 2011 roku Kruglov przeszedł do rosyjskiego FK Rostów. W 2013 roku wrócił do Levadii Tallinn.
| Sezon   | Klub             | Kraj        | Rozgrywki        | Mecze | Bramki |
| ------- | ---------------- | ----------- | ---------------- | ----- | ------ |
| 2001    | HÜJK Emmaste     | Estonia     | Esiliiga         | 3     | 1      |
| 2002    | Tallinna JK      | Estonia     | Esiliiga         | ?     | 8      |
| 2003    | Levadia Tallinn  | Estonia     | Meistriliiga     | 22    | 1      |
| 2004    | Flora Tallinn    | Estonia     | Meistriliiga     | 23    | 0      |
| 2005    | Levadia Tallinn  | Estonia     | Meistriliiga     | 14    | 3      |
| 2005    | Lokomotiw Moskwa | Rosja       | Priemjer-Liga    | 8     | 0      |
| 2006    | Lokomotiw Moskwa | Rosja       | Priemjer-Liga    | 2     | 0      |
| 2006    | Kubań Krasnodar  | Rosja       | Pierwsza Dywizja | 0     | 0      |
| 2007    | Lokomotiw Moskwa | Rosja       | Priemjer-Liga    | 0     | 0      |
| 2007    | Torpedo Moskwa   | Rosja       | Pierwsza Dywizja | 14    | 0      |
| 2007/08 | Neftçi PFK       | Azerbejdżan | Premyer Liqa     | 10    | 2      |
| 2008/09 | Neftçi PFK       | Azerbejdżan | Premyer Liqa     | 24    | 2      |
| 2009/10 | Neftçi PFK       | Azerbejdżan | Premyer Liqa     | 29    | 1      |
| 2010/11 | İnter Baku       | Azerbejdżan | Premyer Liqa     | 32    | 2      |
| 2011/12 | FK Rostów        | Rosja       | Priemjer-Liga    | 18    | 1      |
| 2012/13 | FK Rostów        | Rosja       | Priemjer-Liga    | 0     | 0      |
| 2013    | Levadia Tallinn  | Estonia     | Meistriliiga     |       |        |

## Kariera reprezentacyjna
W reprezentacji Estonii Kruglov zadebiutował 13 października 2004 roku w zremisowanym 2:2 spotkaniu eliminacji do Mistrzostw Świata 2006 z Łotwą. W swojej karierze grał także w eliminacjach do Euro 2008 i Mistrzostw Świata 2010.